# Led Zeppelin
Led Zeppelin – brytyjski zespół muzyczny założony w Londynie w 1968, będący jednym z pionierów hard rocka. Uważany za jeden z najbardziej znaczących zespołów w historii. Jego muzyka stanowi połączenie rocka, folku i bluesa z mniejszymi, lecz zauważalnymi, wpływami rockabilly, reggae, soulu, funku, muzyki poważnej, celtyckiej, indyjskiej, arabskiej, latynoskiej i country. Zespół sprzedał 200–300 milionów płyt na całym świecie i ponad 111 milionów w samej Ameryce. Najbardziej znany utwór, „Stairway to Heaven”, stał się najczęściej emitowanym w historii rozgłośni radiowych zorientowanych na albumy. Zespół stronił od prasy muzycznej, rzadko udzielał wywiadów. Odmienił formułę koncertów rockowych – pod koniec lat 60. XX w., gdy inni występowali przeciętnie przez trzydzieści minut, Led Zeppelin potrafił grać na żywo przez kilka godzin. Przez cały okres funkcjonowania skład zespołu nie ulegał zmianom, a po śmierci perkusisty Johna Bonhama w 1980 zakończył działalność. W późniejszym okresie grupa kilka razy reaktywowała się przy okazji pojedynczych koncertów.

## Historia

### Wczesne lata
Led Zeppelin został założony z inicjatywy Jimmy’ego Page’a, muzyka sesyjnego, który miał na swoim koncie współpracę m.in. z Them czy The Kinks . W 1966 dołączył on do bluesowo-rockowej grupy The Yardbirds w miejsce basisty Paula Samwella-Smitha. W niedługim czasie porzucił gitarę basową na rzecz elektrycznej i tym sposobem utworzył podwójny line-up z Jeffem Beckiem. W październiku 1966 Beck odszedł, a sam zespół, zmęczony nieustannym nagrywaniem i koncertowaniem, chylił się ku upadkowi . W tym okresie Page chciał sformować supergrupę – w składzie poza sobą widział także Becka oraz sekcję rytmiczną The Who – Keitha Moona oraz Johna Entwistle . Brał także pod uwagę wokalistów takich jak Steve Winwood oraz Steve Marriott. Grupa w takim kształcie nigdy nie powstała, aczkolwiek Page, Beck, Moon wraz Johnem Paulem Jonesem nagrali utwór „Beck’s Bolero”, który w 1968 trafił na album Jeff Beck Group zatytułowany Truth .
The Yardbirds tymczasem przestał istnieć, a ostatni występ miał miejsce w lipcu 1968 w Luton College of Technology w Bedfordshire . Zespół miał zobowiązania koncertowe na terenie Skandynawii, wobec czego perkusista Jim McCarty i wokalista Keith Relf upoważnili Page’a oraz pozostałego w składzie Chrisa Dreję do posługiwania się nazwą „The Yardbirds” aby owe zobowiązania wypełnić. Page i Dreja rozpoczęli formowanie nowego składu. Pierwszym kandydatem Page’a w roli wokalisty był Terry Reid, który odmówił i polecił pochodzącego ze Stourbridge Roberta Planta, który śpiewał w formacjach Band of Joy oraz Hobbstweedle . Plant przyjął propozycję, a sam zarekomendował byłego perkusistę Band of Joy – Johna Bonhama, znanego jako „Bonzo”. W tym czasie Dreja zmienił życiowe plany i postanowił zostać fotografem (został potem autorem zdjęcia, zamieszczonego na odwrocie debiutanckiego albumu Led Zeppelin ), a tymczasem John Paul Jones za namową swojej żony skontaktował się z Page’em w sprawie wakatu basisty. Jako że gitarzysta znał Jonesa już z poprzednich sesji, zgodził się na jego kandydaturę . Tym sposobem skład został skompletowany.

Nie mieliśmy wielkich ambicji. Założyliśmy sobie: Spróbujemy zrobić coś razem i przekonamy się, co z tego wyjdzie.

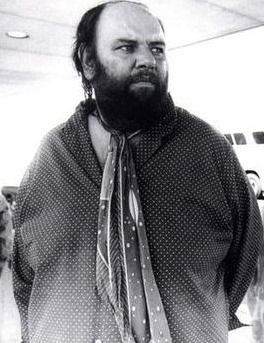
Peter Grant: „Dni, w których promotor rzucał kilka funciaków dla zespołów, a sam zgarniał kasę na bramce się skończyły. Menedżerowie, agenci i promotorzy prowadzą biznes, ale zabawne, że to zespoły przyciągają ludzi. I to muzycy powinni zarabiać”.

Menedżerem zespołu został Peter Grant, który piastował tę funkcję przez cały czas istnienia Led Zeppelin. To głównie dzięki jego talentowi menedżerskiemu i sile perswazji wobec promotorów zespół osiągał tak dobre wyniki finansowe. W tym miejscu można dodać, że nie było w ogóle żadnej formalnej umowy między Grantem a Led Zeppelin, de facto był on traktowany jako piąty członek zespołu przez cały okres jego funkcjonowania. 12 sierpnia 1968 czwórka muzyków po raz pierwszy zagrała ze sobą w niewielkim pomieszczeniu, znajdującym się pod sklepem muzycznym przy Gerrard Street w Londynie . Page zaproponował, aby zagrać „Train Kept A-Rollin’”, bluesa spopularyzowanego przez Johnny’ego Burnette’a, którego cover swego czasu przygotował The Yardbirds. Jones: „Gdy tylko usłyszałem grę Johna Bonhama, wiedziałem że wszystko wypali… Od razu staliśmy się zespołem” .
Przed wyjazdem na półwysep skandynawski, grupa wzięła udział w nagraniu albumu Three Week Hero P.J. Proby. Pochodzący z tego wydawnictwa „Jim’s Blues”, gdzie Plant zagrał na harmonijce, był pierwszym utworem studyjnym nagranym razem przez przyszłych członków Led Zeppelin . Formacja pod nazwą The New Yardbirds wyruszyła w trasę po Skandynawii, dając pierwszy występ 7 września 1968 w Gladsaxe Teen Clubs w duńskim Gladsaxe . W październiku lub w listopadzie zespół przystąpił do nagrywania debiutanckiego albumu na podstawie zestawu utworów, które wykonywał na żywo. Koszty dziewięciodniowej sesji, wynoszące dokładnie 1782 funty, pokrył Page . Po zrealizowaniu albumu Page został pozwany przez Dreję – ten utrzymywał, że gitarzysta mógł używać szyldu The New Yardbirds tylko na potrzeby zakończonej właśnie trasy . Autorstwo nowej nazwy zespołu, przyjętej 25 października, przypisuje się Entwistlowi i Moonowi z The Who – stwierdzili oni bowiem, iż supergrupa z nimi na pokładzie plus Page i Beck pikowałaby w dół jak „ołowiany balon” (lead baloon) . Następnie Peter Grant zaproponował, aby wyrzucić literę „a”, by nikt nie wymawiał pierwszego członu nazwy jako leed . Słowo baloon zostało zastąpione przez zeppelin, tak ukuto nazwę Led Zeppelin, będącą dla Page’a wyrażeniem symbolizującym jednocześnie ciężar i lekkość . Rozpatrywano wówczas także: The Mad Dogs, The Mad Boys oraz The Whoopie Cushions.
Peter Grant okazał się sprawnym menadżerem i udało mu się w październiku 1968 wynegocjować z Atlantic Records 200 000 dolarów tytułem zaliczki dla zespołu, była to w owym czasie najwyższa suma przyznana nowo powstałej grupie . Atlantic podpisał kontrakt, nie zobaczywszy, ani nie usłyszawszy Led Zeppelin, tylko na podstawie rekomendacji, jakiej udzieliła Dusty Springfield . Umowa gwarantowała grupie pełną swobodę decyzji w sprawach terminów tras koncertowych, nagrywania kolejnych albumów, wybierania utworów na single (ta kwestia miała być w przyszłości wielokrotnie weryfikowana) oraz pełną swobodę w kwestii zawartości muzycznej albumów. W rodzimej Anglii sprawy nie szły aż tak dobrze, Grantowi nie udało się zdobyć kontraktu na rynku brytyjskim (odmówiła m.in. wytwórnia EMI), zespół nie cieszył się dobrą opinią, występował za bardzo niskie stawki w wysokości około 150 funtów. Plant narzekał na swoich rodaków: „Ludzie w Anglii najpierw się rozglądają, czy inni klaszczą, zanim sami zaczną klaskać. I opierają się na tym, co pisze muzyczna prasa, zanim stwierdzą, czy kogoś lubią. Są jak owce”.

### Led Zeppelin I

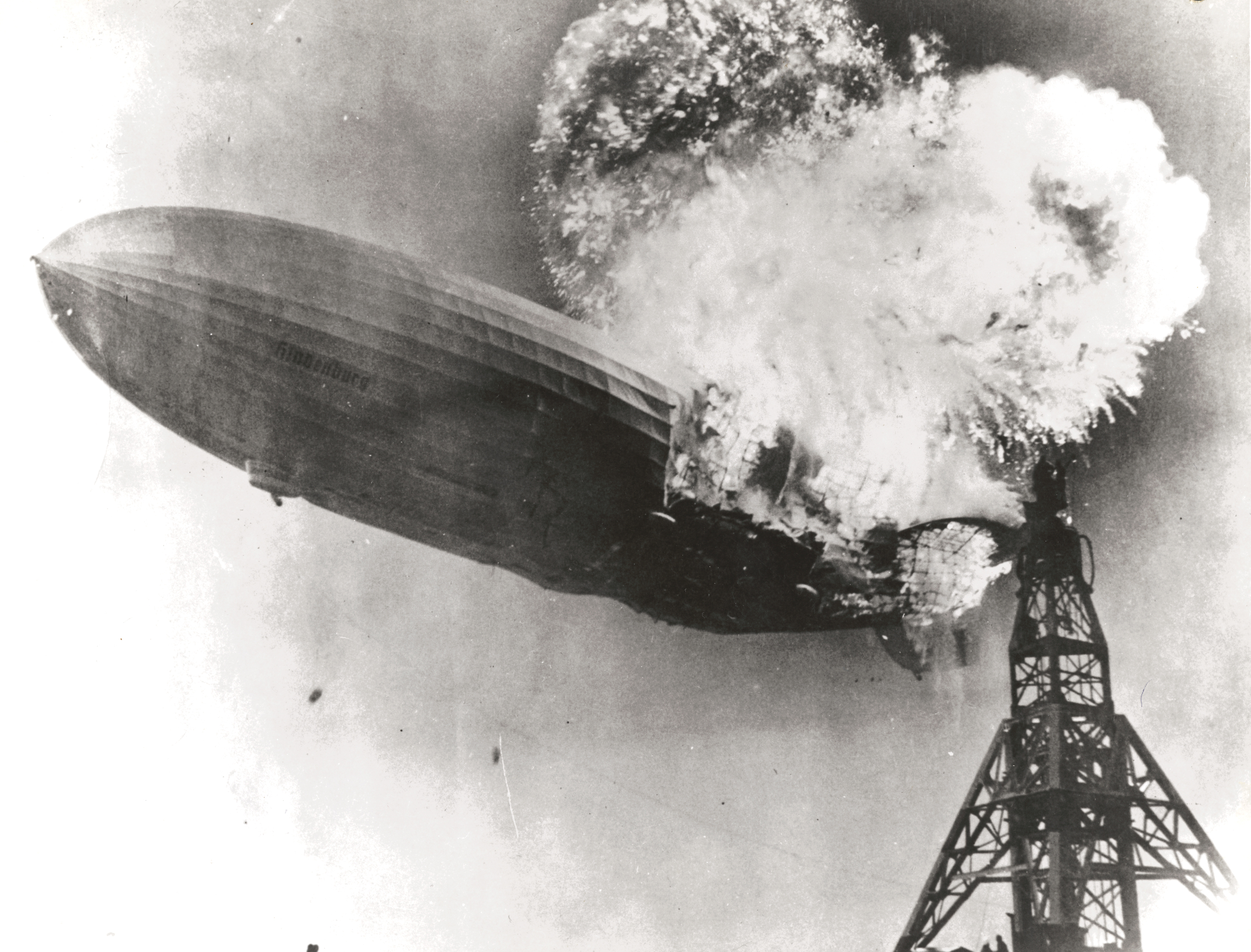
Zdjęcie katastrofy sterowca Hindenburg wykorzystane na okładce debiutanckiego albumu

Grupa już jako Led Zeppelin dała swój pierwszy koncert 25 października 1968, na University of Surrey w Guildford, a następnie odbyła krótkie brytyjskie tournée. Pod koniec tego samego roku promotor Richard Cole zorganizował trasę w Ameryce Północnej, obejmującą wschodnie i zachodnie wybrzeże – pierwszy występ na amerykańskiej ziemi miał miejsce w Denver 26 grudnia 1968, natomiast Cole stał się z czasem główną postacią w kwestii organizacji tras Led Zeppelin . Było to jedyne tournée, gdy zespół odgrywał rolę supportu Iron Butterfly, a potem Vanilla Fudge. Pojawił się wówczas niespodziewany kłopot – część publiczności wychodziła po występie Led Zeppelin i nie była zainteresowana koncertem głównej gwiazdy.
Led Zeppelin I ukazał się najpierw w USA 12 stycznia 1969, brytyjska premiera nastąpiła kilka miesięcy później, 31 marca. Stephen Erlewine napisał, iż album był „punktem zwrotnym w rozwoju hard rocka oraz heavy metalu”. Niewątpliwie taki charakter miały wydane jako single utwory „Good Times Bad Times” oraz „Communication Breakdown”, co nie zmienia faktu, iż przedstawiona twórczość była mocno zakorzeniona w chicagowskiej odmianie bluesa (zwłaszcza „Dazed and Confused” czy „How Many More Times”) . W zestawie znalazły się także dwa standardy Williego Dixona: „You Shook Me” i „I Can’t Quit You Baby”.
Album, promowany hasłem Led Zeppelin – the only way to fly, otrzymał początkowo nieprzychylne recenzje w prasie . John Paul Jones: „Mieliśmy wtedy słabe notowania. Z jakiegoś powodu nikt nas nie chciał nawet znać. Pojechaliśmy do Stanów i tam przeczytaliśmy recenzję naszego pierwszego albumu w Rolling Stone, że jesteśmy kolejną brytyjską grupą wokół której robi się tylko niepotrzebny szum. Nie mogliśmy w to uwierzyć. W naszej naiwności sądziliśmy, że nagraliśmy dobry album, po czym obrzucono nas błotem. Dlatego potem byliśmy ostrożni jeśli chodzi o prasę, staraliśmy się jej unikać, zresztą ze wzajemnością. Udało się nam tylko dlatego, że zagraliśmy masę koncertów i zdobyliśmy reputację dobrego zespołu grającego na żywo”. Wiesław Weiss tak podsumował dzieło: „Płyta była jednym z pierwszych rzeczywiście doskonałych artystycznie przejawów estetyki rocka, a po latach okazała się niewyczerpanym źródłem natchnienia dla bardzo wielu muzyków, zwłaszcza hardrockowych i heavymetalowych” . Album uplasował się na dziesiątej pozycji Billboard, w rodzinnej Anglii zdobył pozycję szóstą , natomiast w lipcu uzyskał status złotej płyty. Gaża zespołu w tym czasie wzrosła do 15 000 dolarów za występ.

Album Led Zeppelin miał znakomitą atmosferę, oni tworzyli rzeczy, jakich nikt wcześniej nie słyszał. Istniały zespoły grające mieszankę bluesa i rocka, ale to było inne.

Byli pochodną Cream, ale mieli znacznie większy ciężar gitar. Jack Bruce z Cream był tak naprawdę wokalistą jazzowym i bluesowym, a Robert wiedział, jak dorzucić do pieca. Led Zeppelin przenieśli to na nowy poziom. To była moc! I nagle stało się to nową formułą muzyki. Nawet Hendrix zaczynał ulegać zmęczeniu. Zaczął iść w kierunku jazzu. Zeppelini zregenerowali scenę.

Może nie jest to najwspanialsza płyta Led Zeppelin. Nagrali pewnie lepsze. Ale dla mnie osobiście znaczy więcej niż wszystkie inne. Pamiętam ją bowiem jako tę, która zmieniła wszystko. Była jak potężny cios pięścią w nos. Nikt wcześniej tak nie grał. To było jedno wielkie łubudu! Ale czy to na pewno było heavy? Może i tak. Weźmy numer taki jak Communication Breakdown. Ile w tej muzyce było furii! W muzyce i w głosie Roberta Planta. Nikt nie śpiewał tak jak on oprócz Terry’ego Reida, który był pewnie jego wzorem.

Po nagraniu albumu Peter Grant przystąpił do negocjacji z Atlantic Records i uzyskał warunki, jakie miało bardzo niewielu artystów – wytwórnia miała nie ingerować w żaden sposób w nagrywane albumy. Na rynku amerykańskim Led Zeppelin dotarł do 10. miejsca i utrzymał się na liście przez 73 tygodni, mimo że nie był promowany za pomocą żadnego singla.

### Led Zeppelin II

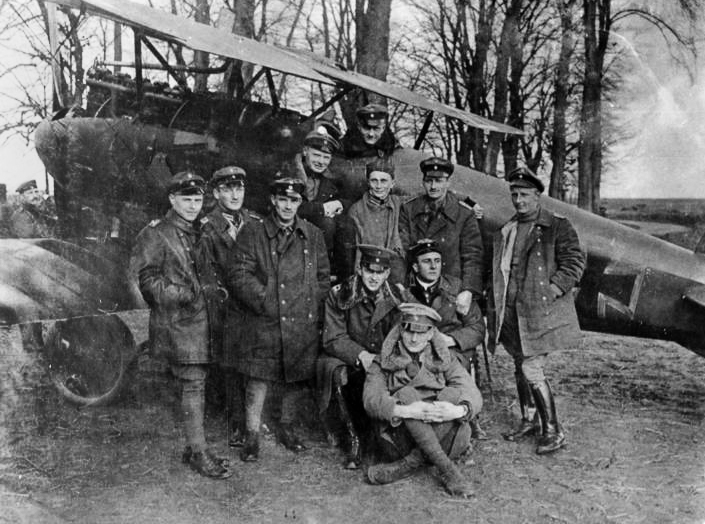
Zdjęcie pilotów oddziału Jasta11 na przełomie 1917 i 1918 – protoplasta okładki drugiego albumu Led Zeppelin.

Led Zeppelin II był nagrywany podczas trwających nieprzerwanie koncertów, w różnych studiach na terenie Ameryki Północnej oraz Londynie. Jones: „Byliśmy cały czas w tournée. Riffy Jimmy’ego pojawiały się szybko i spontanicznie. Wiele z nich rodziło się na scenie, zwłaszcza podczas długich improwizacji przy okazji „Dazed and Confused”. Musieliśmy je zapamiętać po to, aby mieć z czym wpaść do studia gdzieś po drodze”. Plant: „To było czyste szaleństwo. Pisaliśmy nowe numery w pokojach hotelowych, potem nagrywaliśmy sekcję rytmiczną w Londynie, w Nowym Jorku dodawaliśmy wokal, a dogrywki na harmonijce w Vancouver po to, aby ostateczny miks dokończyć znowu w Nowym Jorku” .
Album wydany w październiku 1969 okazał się większym sukcesem od debiutu i zajął pierwsze miejsce po obydwu stronach Oceanu (notabene pozbawiając tego miejsca Abbey Road). Promowany hasłem Led Zeppelin II Now Flying’, rozszedł się w liczbie 400 000 egzemplarzy podczas samej tylko przedsprzedaży . Album rozwijał pomysły, które nakreślił jego poprzednik, charakteryzował się „ciężkim, brutalnym i bezpośrednim” brzmieniem, które chętnie było wykorzystywane w przyszłości przez wielu naśladowców. Niektóre źródła określają drugą płytę Led Zeppelin jako „muzyczny początek dla heavy metalu” . W zestawie znalazły się utwory hardrockowe takie jak „Heartbreaker” czy instrumentalny „Moby Dick”, jak i opracowania bluesowe: „Bring It on Home” Sonny’ego Boy Williamsona oraz „The Lemon Song” Howlin’ Wolfa. Najbardziej znany utwór z tego albumu, „Whole Lotta Love”, został oparty na „You Need Loving” Dixona .
Grupa postrzegała swoje dzieła jako spójną całość, dlatego też protestowała przeciwko singlom, które mimo to ukazywały się na terenie Stanów Zjednoczonych – na marginesie można wspomnieć, że Grantowi udało się zablokować wszystkie próby wydania singli w Anglii, zdarzało się, że już wytłoczonych i gotowych do dystrybucji. W styczniu 1970 w takiej formie wypuszczono skróconą wersję wspomnianego „Whole Lotta Love”, która przyczyniła się walnie do wzrostu popularności grupy – płytka znalazła ponad milion nabywców i zajęła czwarte miejsce w zestawieniu Billboard . Po wydaniu drugiego albumu, zespół nadal intensywnie koncertował w Ameryce i Europie. Niektóre z występów trwały ponad cztery godziny, z rozbudowanymi improwizowanymi partiami, co jak już we wstępie wspomniano, było wówczas nowością.

Po raz pierwszy musieliśmy grać przez półtorej godziny i obwiniam za to Jimmy’ego Page’a. Led Zeppelin przyjechali do Stanów i wykonywali dwudziestominutowe solówki perkusyjne oraz niezliczone solówki gitarowe.

28 lutego, na czas jednego koncertu w Danii, zespół został zmuszony do zmiany nazwy na The Knobs wskutek protestu ze strony Evy von Zeppelin, spadkobierczyni po Ferdinandzie von Zeppelin. Była ona bardzo niezadowolona z faktu, iż rockowa grupa użyła w swojej nazwie nazwiska jej przodka, jak sama wyjaśniała: „Mogą być sławni na cały świat, ale to nie powód, aby banda wrzeszczących małp używała czcigodnego nazwiska bez pozwolenia”. Page, który usiłował załagodzić sprawę i porozmawiać z panią von Zeppelin, tak wspominał całe wydarzenie: „Zaprosiliśmy ją za kulisy, aby się mogła z nami spotkać i przekonać się jakie miłe z nas chłopaki. Wszystko szło dobrze do momentu, gdy już opuszczała studio i zobaczyła okładkę naszego albumu z płonącym sterowcem – wtedy po prostu eksplodowała. Musiałem wiać i gdzieś się schować. Hrabina wyszła z siebie”. Pomimo wcześniejszych gróźb, Eva von Zeppelin zrezygnowała ostatecznie z procesu sądowego. Na marginesie można wspomnieć, że knob w slangu oznacza zarówno „penisa”, jak i osobę pochodzącą z wyższych sfer. We wrześniu 1970 Led Zeppelin został uznany przez czytelników „Melody Maker” za najpopularniejszą grupę, detronizując i przerywając jednocześnie ośmioletnią dominację The Beatles w tym zakresie. Niektóre źródła wskazują na dość szczęśliwy zbieg okoliczności dla rozwoju kariery zespołu: konkurencja w postaci Cream zniknęła w 1968, Blind Faith z Claptonem i Bakerem na pokładzie zakończył działalność rok później, w 1970 rozwiązano wspomniane już The Beatles, w tym samym roku zmarł Jimi Hendrix. Zatem na rynku muzycznym powstała swego rodzaju próżnia i były to sprzyjające warunki dla Led Zeppelin.

### Led Zeppelin III
Przy nagrywaniu następnego albumu członkowie Led Zeppelin postanowili zmienić podejście do pracy, odpocząć po intensywnych trasach koncertowych i zaszyć się w małej walijskiej wiosce Bron-Yr-Aur . Miejsce to wybrał Plant, który w dzieciństwie odwiedził je z rodzicami. Grupa zaproponowała wówczas materiał bardziej akustyczny (co wynikało między innymi z faktu, że w Bron-Yr-Aur nie było elektryczności), nasycony w wielu miejscach elementami charakterystycznymi dla muzyki folkowej oraz celtyckiej, czym udało jej się zaskoczyć swoich wielbicieli, pierwsze reakcje na przedstawioną muzykę były raczej mieszane .

Szukali kolejnego „Whole Lotta Love”, zamiast posłuchać tego, co nagraliśmy.

Premiera trzeciego albumu została przesunięta o dwa miesiące – okładka zawierała bowiem obrotowy element imitujący płytę winylową, co okazało się kłopotliwe w realizacji dla wytwórni. Projekt graficzny okładki został przedstawiony zespołowi w ostatniej chwili i został zaakceptowany, mimo że nie spodobał się Page’owi, który uznał go za infantylny. Wydany w październiku 1970 Led Zeppelin III reprezentował materiał dość różnorodny, akustyczne piosenki typu „Tangerine”, „That’s the Way” czy „Bron-Y-Aur Stomp” sąsiadowały z hardrockowymi „Immigrant Song” oraz „Celebration Day”. Przywiązanie do bluesa zespół manifestował w „Since I’ve Been Loving You”, a dla odmiany „Friends” zawierał elementy charakterystyczne dla muzyki arabskiej , hinduskiej lub północnoafrykańskiej. W zestawie znalazło się także miejsce na dwa opracowania piosenek ludowych – „Gallows Pole” oraz „Hats off to (Roy) Harper”. Wiesław Weiss napisał: „(Led Zeppelin III) był świadectwem rozwoju artystycznego. Gdy inni kopiowali z powodzeniem pomysły grupy z pierwszych płyt, ona sama odrzuciła pokusę powielania własnych osiągnięć” . Album zdołał zdobyć pierwsze miejsce w zestawieniu zarówno w USA, jak i UK, ale utrzymał się tam najkrócej w porównaniu do wszystkich pięciu pierwszych wydawnictw . Otwierający zestaw „Immigrant Song”, mimo sprzeciwu grupy, został wydany jako singel i wspiął się do Top Twenty zestawienia Billboard .
W 1970 Led Zeppelin stał się jednym z najważniejszych zespołów na świecie, którego twórczość miała wpływ na dalszy rozwój muzyki rockowej  . Sukces artystyczny pociągnął za sobą również finansowy – grupa zaczęła podróżować prywatnym samolotem, nazwanym The Starship  (początkowo był to Dassault Falcon, w latach 1973–1975 Boeing 720, a ostatecznie Boeing 707), wynajmowała całe piętra w hotelach podczas pobytu. Stała się także bohaterem wielu różnych opowieści, hołdujących życiu w stylu rock’n’roll. Do takich historii należał pokaz jazdy na motocyklu w wykonaniu Johna Bohnama na korytarzach Continental Hyatt House w Los Angeles czy zdemolowanie pokoju w Tokyo Hilton, co doprowadziło do wydania dożywotniego zakazu pobytu zespołu w tymże hotelu . Do tego dochodziły opowieści, często dość niedorzeczne, takie jak „incydent z rekinem” o seksualnym charakterze  . Z drugiej strony Chris Welch twierdził, że wszystkie one, włączając w to legendę Led Zeppelin jako zespołu chętnie demolującego pokoje i wyrzucającego telewizory przez okna, były stanowczo przesadzone .

Pracuję w tym pieprzonym hotelu i sam chciałbym zdemolować jakiś pokój.

Idź do jakiegoś pokoju, zdemoluj go, a potem przynieś nam rachunek.

### Led Zeppelin IV
Kolejne dzieło Led Zeppelin wstępnie zostało nagrane w nowo otwartym studio należącym do Island Records, ale ostatecznie zdecydowano się na wiktoriański dom w East Hampshire, gdzie zespół posłużył się przenośnym studiem należącym do The Rolling Stones . Album powstawał zatem w relaksujących i nastrojowych warunkach. Po dość chłodnej reakcji krytyków na Led Zeppelin III Page postanowił, że następna płyta będzie pozbawiona tytułu, a na okładce będą znajdowały się tylko cztery znaki, symbolizujące każdego z członków zespołu . Pomysł wywołał gorący sprzeciw ze strony agenta prasowego, który twierdził, że po roku przerwy w działalności koncertowej będzie to „zawodowe samobójstwo”.

Po tych wszystkich bzdetach ze strony krytyki powiedziałem, że moim zdaniem byłoby fajnie, gdybyśmy wydali coś zupełnie anonimowo. Na początku myślałem, aby umieścić tylko jeden symbol, ale ostatecznie zdecydowaliśmy, że skoro był to nasz czwarty album, a nas też było czterech, to niech każdy wybierze symbol dla siebie. Zaprojektowałem swój, a pozostali wybrali swoje, według własnego uznania.

Page zawsze twierdził, że był autorem swojej ikony , aczkolwiek niektóre źródła podają, że reprezentuje ona Saturna i można się na nią natknąć w księgach datowanych na 1557 rok . Niektórzy odczytywali ją jako „ZoSo”, jednak sam Page zdecydowanie odcinał się od takiej interpretacji ani też nigdy nie podał ewentualnego znaczenia. John Paul Jones i John Bonham wybrali symbole z Księgi Znaków Rudolfa Kocha, natomiast Robertowi Plantowi do gustu przypadła runa odnosząca się do mitycznego kontynentu MU . Pozbawiona jakiegokolwiek opisu okładka przedstawiała dziewiętnastowieczny obraz nieznanego artysty, zakupiony przez Planta w sklepie z antykami . Obraz był zawieszony na ścianie zdewastowanego budynku, kompozycja miała zwracać uwagę na problem degradacji środowiska.
Czwarty album Led Zeppelin ukazał się 8 listopada 1971, został uznany za opus magnum, największe osiągnięcie artystyczne zespołu . Z powodu braku oficjalnego tytułu, album zwykło się nazywać Led Zeppelin IV, Untitled IV lub też, ze względu na wspomniane symbole umieszczone wewnątrz okładki, Four Symbols, Zoso, lub Runes . W katalogach Atlantic Records można natknąć się także na The Fourth Album.
Repertuar składający się na album był dość zróżnicowany: zestaw otwierał hardrockowy „Black Dog”, tuż za nim umieszczono „Rock and Roll” którego tytuł był adekwatny do zaprezentowanego stylu . Zmianę nastroju i tempa przynosiła ballada „The Battle of Evermore” z elementami muzyki dawnej , zaśpiewana z gościnnym udziałem Sandy Denny z Fairport Convention, natomiast do tradycji bluesowej nawiązywał „When the Levee Breaks”. Największy rozgłos zdobył „Stairway to Heaven” , który wbrew naciskom ze strony wytwórni nigdy nie został wydany jako singel. Utwór rozpoczynał wolny temat akustyczny w stylu folk, z czasem dochodziły kolejne instrumenty, aby zwieńczyć całość dynamicznym hardrockowym zakończeniem . Page: „Stworzyłem Stairway to Heaven, łącząc w całość kilka fragmentów, które powstały osobno. A jedno z kluczowych założeń, jakie przyjąłem, było takie, że tempo ma cały czas, od początku do końca, rosnąć. Świadomie złamałem więc pewną zasadę obowiązującą w muzyce. Mówi ona, że się nie przyspiesza, ani nie zwalnia”.
„Stairway to Heaven” został uznany za jedną z najwspanialszych kompozycji rockowych wszech czasów . Album stał się jedną z najlepiej sprzedającej się w historii muzyki rockowej, a sam zespół zyskał status supergwiazdy  . Do 2006 Led Zeppelin IV znalazł 23 miliony nabywców w samych tylko Stanach Zjednoczonych (23-krotna platynowa płyta), na całym świecie – 37 milionów, stając się trzecim albumem w dziejach pod względem sprzedaży. Trzy utwory nagrane podczas sesji, „Down by the Seaside”, „Night Flight” oraz „Boogie With Stu” zostały umieszczone dopiero na Physical Graffiti. Po wydaniu albumu zespół intensywnie koncertował w Wielkiej Brytanii. Z początkiem 1972 Led Zeppelin udał się w swoje jedyne tournée na terenie Australii i Nowej Zelandii, planowany po drodze występ w Singapurze został odwołany, jako że muzycy nie zostali wpuszczeni na teren kraju z powodu długich włosów. Czerwiec wypełniły koncerty w Ameryce Północnej, we wrześniu, a potem w październiku artyści udali się do Japonii, w listopadzie nastąpiła kolejna seria koncertów w Wielkiej Brytanii. Marzec 1973 to występy w Europie: Dania, Szwecja, Niemcy, Austria oraz Francja. Karierę zespołu do tego momentu Wiesław Weiss podsumował: „Pierwszymi czterema albumami grupa wpłynęła na kierunki rozwoju rocka, ale w następnym okresie stopniowo odsuwała się na drugi plan. Nadal tworzyła muzykę przykuwającą uwagę publiczności, ale mniej oryginalną i inspirującą niż w latach debiutu” .

### Houses of the Holy

Logo zespołu umieszczone na Houses of the Holy

Piąty album, Houses of the Holy, który po raz pierwszy w historii Led Zeppelin nosił tytuł, ukazał się w 1973. W pewnym sensie kontynuował drogę rozpoczętą na Led Zeppelin IV, bowiem w jeszcze większym stopniu uwypuklał eklektyzm zespołu – hardrockowy „Dancing Days” sąsiadował z „D’yer Mak’er” utrzymanym w klimacie reggae, „The Ocean” cechowała funkowa gitara, natomiast „The Crunge” parodiował Jamesa Browna . Poza tym zespół na większą skalę użył instrumentów klawiszowych, w tym melotronu. Powyższy stan rzeczy Page komentował: „Nagrywaliśmy to, co każdemu z nas przyszło do głowy”.
Tytułowy utwór, nagrany podczas sesji Houses of the Holy, nie został umieszczony na albumie, ukazał się dopiero na Physical Graffiti. Okładka przedstawiała grupę nagich dzieci (w rzeczywistości było ich dwoje, rodzeństwo Stefan i Samantha Gates), wspinających się do „źródła mocy” na formacji skalnej Grobla Olbrzyma w Irlandii Północnej – było to nawiązanie do powieści Koniec dzieciństwa autorstwa Arthura C. Clarke’a . Dość niezwykła kolorystyka zdjęcia powstała zupełnie przypadkiem, gdy technik dodał przez pomyłkę fioletową farbę do aerografu podczas edycji. Okładka, mimo że dzieci nie zostały pokazane od przodu, wzbudziła kontrowersje, została zakazana w niektórych regionach Hiszpanii oraz w tzw. Pasie biblijnym w Stanach Zjednoczonych  . To nie przeszkodziło albumowi wspiąć się na pierwsze miejsce zestawień po obydwu stronach Oceanu Atlantyckiego, a towarzysząca wydawnictwu trasa koncertowa biła rekordy popularności. Na Tampa Stadium zanotowano 56 800 widzów, taka liczba przebiła dotychczasowy rekord ustanowiony przez The Beatles na Shea Stadium w 1965 . Trzy lipcowe wyprzedane występy w Madison Square Garden zostały sfilmowane i 1976 w kinach zaprezentowano obraz The Song Remains the Same.

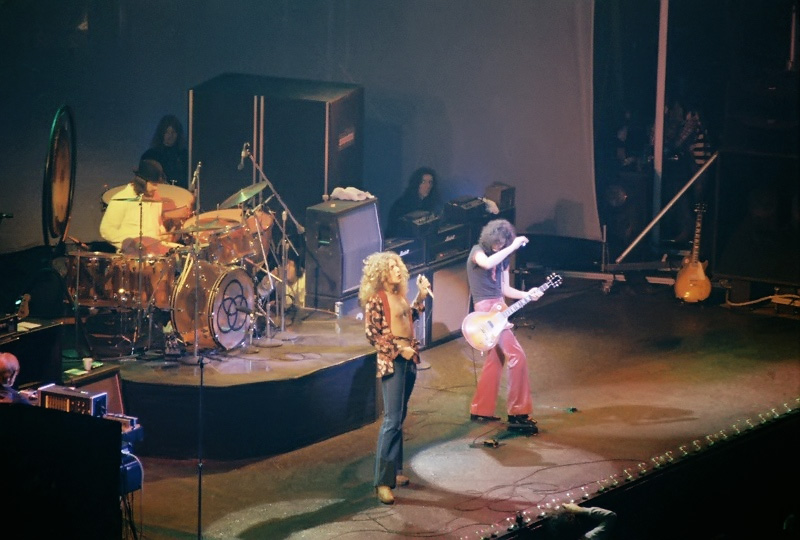
Koncert w Chicago, 1975

### Physical Graffiti
Zakończona właśnie trasa koncertowa okazała się wyczerpująca w stopniu wprost proporcjonalnym do odniesionego sukcesu. Plant: „Gdy wróciłem do domu, w ogóle nie wiedziałem, gdzie byłem. To była inna rzeczywistość”. Co więcej, Jones, którego małżeństwo powoli obracało się w ruinę, postanowił odejść – jednak Grantowi udało się nakłonić go do zmiany zdania. Mając zatem na uwadze powyższe okoliczności, grupa podjęła decyzję, aby odpocząć od podróżowania i w 1974 skupić się na sprawach biznesowych – założyła wówczas własną wytwórnię płytową Swan Song Records. Logo ukazujące Apolla, zaprojektowano na podstawie obrazu Wieczór: Upadek Dnia autorstwa Williama Rimmera . Firma, oprócz albumów Led Zeppelin, zaczęła wydawać dzieła takich wykonawców jak m.in.: Bad Company, Pretty Things i Maggie Bell. Wytwórnia początkowo odnosiła sukcesy, jednakże w niecałe trzy lata po rozwiązaniu zespołu zakończyła działalność.
W 1975 pod szyldem Swan Song ukazał się dwupłytowy album Physical Graffiti. Jak już wcześniej wspomniano, zawierał on także utwory nagrane podczas dwóch poprzednich sesji. W swojej recenzji „Rolling Stone” napisał, że jedynymi grupami, z którymi Led Zeppelin musiał konkurować o tytuł „największego rockowego zespołu na świecie” były wówczas The Who i The Rolling Stones. Inne źródła dość krytycznie oceniły album jako „nużący zestaw zdominowany przez stereotypowe utwory rockowe w rodzaju «The Rover», «Houses of the Holy», «Night Flight», «The Wanton Song» i «Sick Again»” , pojawiały się także głosy, iż niektóre utwory były „wypełniaczami”. Najbardziej znaną kompozycją z albumu stał się „Kashmir”, wzbogacony o brzmienie instrumentów smyczkowych i nasycony orientalną aurą . Ostatecznie Physical Graffiti zdobył 16-krotną platynę w Stanach Zjednoczonych, sprawił także iż tuż po swoim wydaniu, wszystkie poprzednie albumy Led Zeppelin powtórnie zagościły w zestawieniu Top 200 . Grupa udała się w tournée obejmujące Amerykę Północną, następnie w maju 1975 dała koncert pięć razy z rzędu w Earl’s Court Arena, w Londynie, który był wówczas największym tego typu obiektem w Wielkiej Brytanii .

### Presence
Po występach w Earl’s Court członkowie Led Zeppelin postanowili wyjechać na wakacje i wrócić jesienią na koncerty w San Francisco . Zanim doszło do amerykańskiej trasy, Grant dowiedział się, że aby uniknąć podatku dochodowego, zespół nie może wrócić do Anglii. W sierpniu 1975 Plant wraz ze swoją żoną Maureen i dziećmi ulegli wypadkowi samochodowemu podczas pobytu na greckiej wyspie Rodos . Nie będąc w stanie występować, wokalista w towarzystwie Bohnama i Page’a udał się na Wyspy Normandzkie, aby dojść do siebie. Podczas owej przymusowej przerwy w działalności powstała większość materiału umieszczona następnie na Presence . Album, wydany w marcu 1976, przyniósł pewne zmiany w sferze muzycznej, kompozycje stały się nieco prostsze, zespół porzucił zarówno akustyczne ballady, jak i złożone aranżacje, które cechowały poprzednie wydawnictwa. Mimo że album zdobył platynę, wzbudził mieszane uczucia zarówno u fanów, jak i krytyków, pojawiły się głosy, że ekscesy i zbyt rockowy tryb życia dopadły w końcu Led Zeppelin – w tym czasie Page zaczął zażywać heroinę (czemu potem zaprzeczał), co mogło mieć wpływ na proces twórczy . Niektóre źródła oceniły Presence wyżej niż jego poprzednika, Physical Graffiti. Zdaniem Wiesława Weissa utwory w rodzaju „Achilles Last Stand” czy „Tea for One” przywoływały atmosferę nagrań z okresu największej świetności zespołu .

To było jak wołanie o pomoc, jak krzyk w czeluści. Nigdy więcej nie nagramy już takiej płyty. Musiałem wszystko nagrywać na wózku inwalidzkim. Byłem zdruzgotany i sfrustrowany. A do tego wściekły, że nie mogę wrócić do żony i dzieci. Coraz częściej zadawałem sobie pytanie: czy ten cały rock and roll jest tego wart? (...) Myślę, że mój wokal był dość cienki... Płytę uratowały „Candy Store Rock” i „Achilles Last Stand”.

### The Song Remains the Same

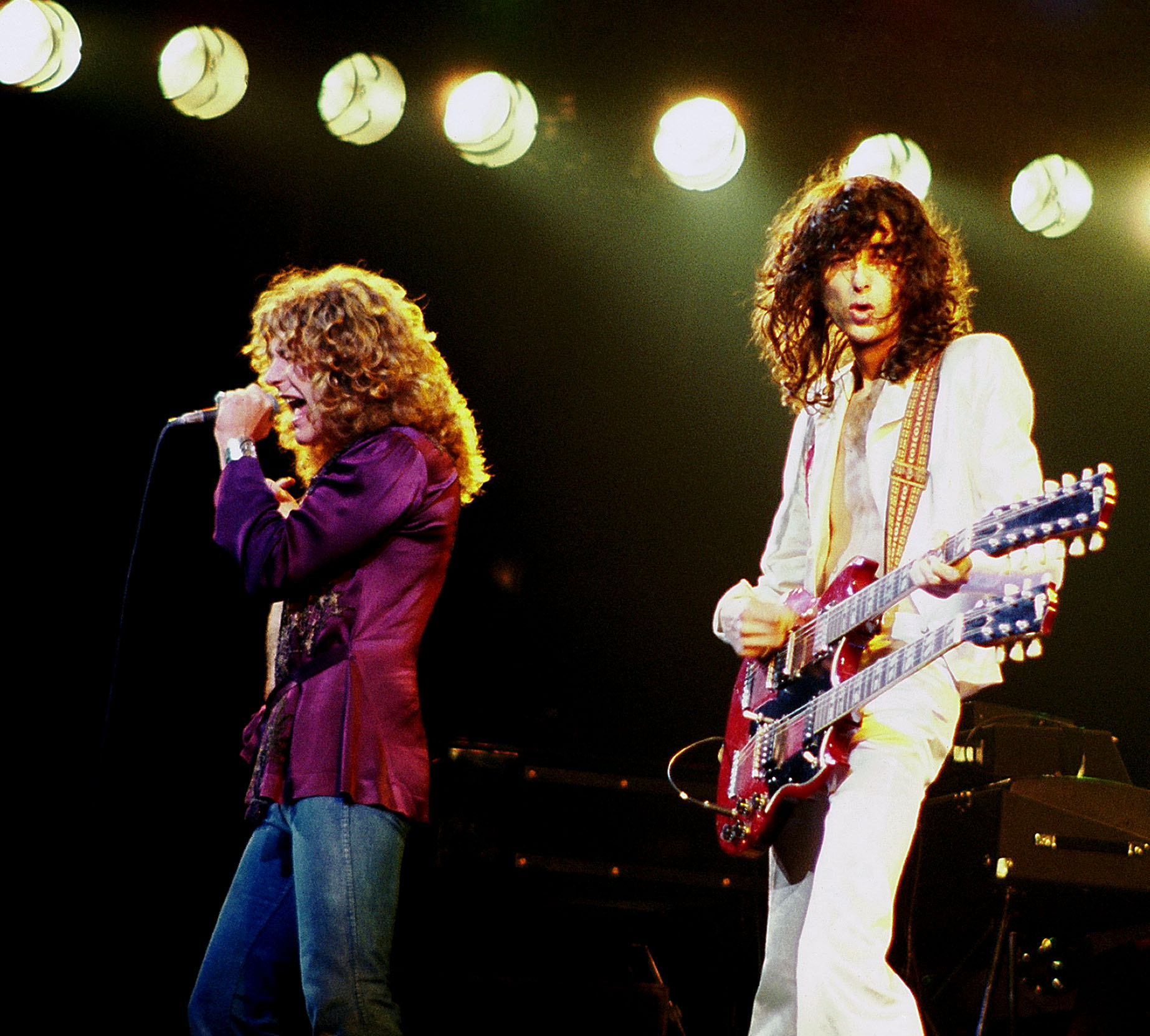
Plant i Page w 1977, podczas ostatniego amerykańskiego tournée

Z powodu obrażeń Planta, których wokalista doznał podczas wypadku samochodowego, Led Zeppelin postanowił wycofać się z działalności koncertowej na przestrzeni 1976. Czas ten przeznaczono na dokończenie filmu The Song Remains the Same oraz wydanie albumu koncertowego pod tym samym tytułem. Premiera obrazu, niezbyt ciepło przyjętego przez krytykę, jak i fanów, odbyła się w Nowym Jorku 20 października 1976. W Wielkiej Brytanii obraz przeszedł praktycznie bez echa, jako że zespół ze wspomnianych wyżej problemów podatkowych nie koncertował w Anglii od 1975 i miał tym sposobem problem z dotarciem do szerszej publiczności . Z komercyjnego punktu widzenia okazał się sukcesem, zarabiając około 10 milionów dolarów brutto w 1977 r. Dwupłytowy The Song Remains the Same zawierał wydłużone i rozbudowane o improwizacje wersje utworów takich jak „Moby Dick” czy trwający prawie pół godziny „Dazed and Confused” zawierający fragment „San Francisco (Be Sure to Wear Flowers in Your Hair)” Scotta McKenziego .
W 1977 działalność koncertowa została wznowiona w Ameryce Północnej i przy tej okazji 30 kwietnia zespół pobił kolejny rekord liczby widzów na stadionie (Pontiac Silverdome, 76 229 osób) . W związku z popularnością zaczęły się pojawiać problemy. Podczas występu w Cincinnati Riverfront Coliseum około 70 osób zostało aresztowanych, gdy tłum zaczął szturmować obiekt, aby wedrzeć się na wyprzedany koncert . 3 czerwca na Tampa Stadium show został skrócony z powodu gwałtownej burzy, mimo że bilety były opatrzone stosowną informacją „Rain or Shine”, skutkiem czego doszło do wybuchu zamieszek. 23 czerwca, po koncercie w Oakland Coliseum, Bonham, Grant wraz z innymi członkami ekipy technicznej zostali aresztowani po tym, jak dotkliwie pobili jednego z pracowników promotora Billa Grahama  . Należy wspomnieć, że Graham był wówczas jednym z najważniejszych impresario w Stanach i incydent położył się cieniem na dotychczasowej współpracy. Bonham i Grant po tym wybryku otrzymali wyroki w zawieszeniu.
Drugi z występów podczas festiwalu w Oakland, który odbył się następnego dnia, miał się okazać ostatnim na kontynencie amerykańskim. 26 czerwca Plant otrzymał wiadomość, iż jego pięcioletni syn, Karac, zmarł nagle na skutek wirusowej infekcji żołądkowej. Reszta tournée została odwołana w trybie natychmiastowym, wywołując jednocześnie spekulacje na temat dalszego istnienia grupy. Działalność zespołu uległa zawieszeniu do połowy 1978, a wokalista spędził ten czas w odosobnieniu. W tym też okresie Page coraz bardziej pogrążał się w heroinowym nałogu, a Bonham praktycznie nie rozstawał się z butelką. W październiku perkusista zdołał wraz z Davidem Gilmourem i Pete Townshendem wziąć udział w sesji albumu Back to the Egg Paula McCartneya.

### In Through the Out Door
W listopadzie 1978 zespół udał się do Sztokholmu, aby zrealizować swój ostatni, jak się miało okazać, studyjny album. W roli głównego kompozytora wystąpił wówczas Jones, jako że był „jedynym trzeźwym” z całego towarzystwa. In Through the Out Door, mimo że uzyskała słabe oceny w prasie  , to zdołała zdobyć pierwsze miejsce zarówno w Stanach Zjednoczonych, jak i w Wielkiej Brytanii, i spowodowała, że cały dotychczasowy katalog płytowy Led Zeppelin znalazł się z powrotem w zestawieniu Billboard Top 200 . W sierpniu 1979, po dwóch koncertach w Kopenhadze, Led Zeppelin wystąpił w ramach Knebworth Music Festival przed widownią liczącą 104 000 widzów . W lutym 1980 roku jedyny singel promujący płytę, „Fool in the Rain”, dotarł do 21. miejsca na liście Hot 100. W czerwcu i lipcu 1980 odbyło się krótkie europejskie tournée zespołu. 27 czerwca podczas występu w Norymberdze, John Bohnam stracił przytomność na scenie, po czym został odwieziony do szpitala. Prasa spekulowała wówczas, iż przyczyną było nadmierne spożycie alkoholu połączone z zażywaniem narkotyków. Zespół jednak zapewniał, że zdarzenie nastąpiło skutkiem przejedzenia się perkusisty  .

### Śmierć Bonhama, zakończenie działalności

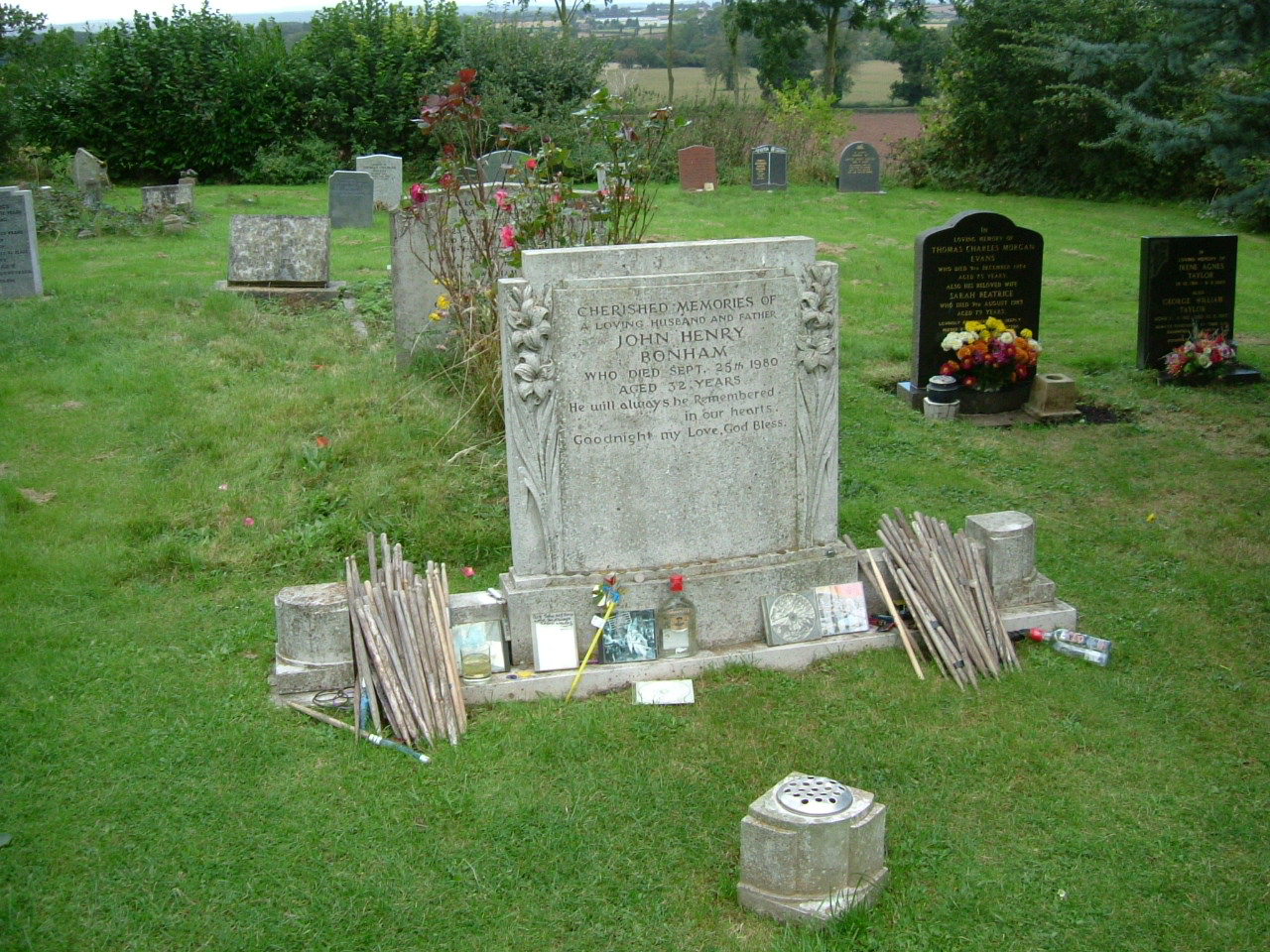
Grób Johna Bonhama

Na 17 października planowano pierwszy od 1977 koncert w ramach kolejnego tournée w Ameryce. 24 września 1980 Bonham wsiadł do samochodu asystenta zespołu, Rexa Kinga, który miał go zawieźć na próbę w Bray Studios . Po drodze zatrzymali się na śniadanie, podczas którego perkusista spożył znaczną ilość wódki. Po przybyciu do studia Bohnam nie przestawał pić. Próby trwały do późnego wieczora, następnie zespół udał się do domu Page’a – The Old Mill House, mieszczącego się w Clewer, Windsor. Bonham podczas tego całego czasu zdołał wypić ponad dwa litry wódki. Gdy minęła północ, perkusista, który zapadł w sen, został przeniesiony do łóżka i położony na boku. Następnego dnia, o godzinie 13:45 John Paul Jones i Benji LeFevre (nowy tour manager), znaleźli go martwego. Przyczyną śmierci okazała się asfiksja wymiocinami na skutek długotrwałego spożycia alkoholu . Autopsja nie wykazała obecności żadnych narkotyków w ciele muzyka . John Bohnam został skremowany 10 października 1980, a jego prochy spoczęły na cmentarzu w Rushock w Worcestershire. Miał 32 lata.
Planowane tournée zostało odwołane, zaczęły również krążyć pogłoski, jakoby zespół miał się zastanawiać nad przyjęciem nowego perkusisty – obstawiano Cozy’ego Powella, Carmine Appice’a, Barriemore Barlowa, Simon Kirke’a oraz Beva Bevana. Członkowie Led Zeppelin postanowili rozwiązać formację i 4 grudnia 1980 wydali wspólne krótkie oświadczenie: „Chcielibyśmy ogłosić, że strata naszego drogiego przyjaciela wraz z poczuciem wspólnoty, które było między nami, skłoniła nas do podjęcia decyzji, aby nie kontynuować dalszej działalności w dotychczasowej formie”. Page: „Nie potrafię sobie wyobrazić, że oglądam się na estradzie i widzę za perkusją kogoś innego. To byłoby nieuczciwe”.

## Lata po rozpadzie zespołu

### Lata 80.
Pierwszym projektem po rozwiązaniu Led Zeppelin był założony z inicjatywy Roberta Planta The Honeydrippers, działający w latach 1981–1985. W studio grupę wspierali Jimmy Page, Jeff Beck, Paul Shaffer oraz Nile Rodgers. Plant skierował zespół bardziej w kierunku R&B, co dobrze dokumentuje jedyny wydany pod tym szyldem minialbum The Honeydrippers: Volume One, z własnym opracowaniem „Sea of Love” Phila Phillipsa, który zajął trzecie miejsce w zestawieniu Billboard. W 1982 ukazała się Coda – album zawierający dwa nagrania koncertowe Led Zeppelin pochodzące z Royal Albert Hall z 1970 oraz odrzuty z sesji Led Zeppelin III, Houses of the Holy i In Through the Out Door. Na albumie znalazł się także utwór Bonzo’s Montreux, który zawierał solowy popis Johna Bonhama uzupełniony o elektroniczne efekty dodane przez Page’a . Coda powstała jako wynik wcześniejszej umowy z wytwórnią Atlantic Records – zespół zobowiązał się stworzyć jeszcze jeden album.
W 1984 Page wraz z Paulem Rodgersem, frontmanem Free i Bad Company, założył działającą do 1986 grupę The Firm i nagrał z nią dwa albumy: The Firm (1985) oraz Mean Business (1986).
13 lipca 1985 Page, Plant i Jones zagrali razem z okazji koncertu Live Aid na stadionie JFK. Na scenie wsparli ich perkusiści Tony Thompson, Phil Collins oraz basista Paul Martinez. Występu muzycy nie mogli zaliczyć do udanych – powodem był brak wcześniejszych prób, rozstrojona gitara Page’a i niedyspozycja wokalna Planta . Gitarzysta opisał wydarzenie jako „kompletny chaos”, wtórował mu w tym Plant, określając występ jako „okropność” . Muzycy spotkali się ponownie 14 maja 1988 z okazji czterdziestolecia Atlantic Records, za perkusją zasiadł tym razem syn Johna – Jason Bonham. Również i ten występ nie spełnił oczekiwań – tuż przed wyjściem na scenę Plant i Page pokłócili się, czy mają zagrać „Stairway to Heaven” (ostatecznie zagrali), a potem okazało się, że instrumenty klawiszowe Jonesa były kompletnie źle nagłośnione. I tym razem Page miał powód, aby całość skwitować stwierdzeniem „jedno wielkie rozczarowanie” .

### Lata 90.
Na początku lat dziewięćdziesiątych Page zaprosił Planta do kolejnego wspólnego projektu, wokalista jednak odmówił, wobec czego Jimmy zdecydował się na współpracę z Davidem Coverdale. Duet pozostawił po sobie jeden album Coverdale/Page. W 1990 ukazał się pierwszy zestaw Led Zeppelin box – wydawnictwo, oprócz zremasterowanych wcześniejszych utworów, zawierało cztery wcześniej nie publikowane, w tym cover „Travelling Riverside Blues” Roberta Johnsona. W 1992 ukazała się kompilacja Led Zeppelin Remasters, a w Stanach Zjednoczonych singel „Immigrant Song / Hey Hey What Can I Do”. Rok później światło dzienne ujrzał Led Zeppelin Box Set, Vol. 2 m.in. z premierowym „Baby Come on Home”. Kolejną kompilacją z tego samego roku był Complete Studio Recordings.
W 1994 dla potrzeb MTV jako Page & Plant muzycy zarejestrowali koncert pod hasłem „UnLedded”, a następnie wydali album No Quarter: Jimmy Page and Robert Plant Unledded. Album, nagrany z artystami pochodzącymi ze wschodu, zawierał m.in. nowe opracowania utworów takich jak „Kashmir”, „The Battle of Evermore” czy „Gallows Pole” w stylizacji na muzykę arabską, a także kompozycje premierowe o zdecydowanym orientalnym charakterze jak np.: „Yallah”, „Wonderful One” czy „Wah Wah”. Jednocześnie stało się jasne, że Page i Plant właściwie zerwali kontakty z Jonesem, który nawet nie wiedział o całym przedsięwzięciu. Pytany gdzie Jones był w tym czasie, Plant odpowiedział „na zewnątrz, parkuje samochód”. I rzeczywiście, to wokalista był odpowiedzialny za niedopuszczenie Jonesa do projektu, jako jeszcze za czasów Led Zeppelin mieli oni problemy ze znalezieniem wspólnego języka. W 1995 Led Zeppelin został wprowadzony do Rock and Roll Hall of Fame, ceremonię poprowadzili Steven Tyler i Joe Perry z Aerosmith . W uroczystości udział wzięli także Jason i Zoe Bonham oraz Jones, który podczas odbierania nagrody powiedział: „Dziękuję przyjaciele, że tym razem pamiętaliście jaki mam numer telefonu” co oczywiście spowodowało konsternację Page’a i Planta . Następnie artyści zagrali krótki set z Tylerem, Perrym oraz Jasonem na perkusji, a potem kolejny z Neilem Youngiem i Michaelem Lee w miejsce Jasona .
W 1997 Atlantic wydał w Wielkiej Brytanii i Stanach Zjednoczonych „Whole Lotta Love” w formie singla. W listopadzie do sprzedaży trafił Led Zeppelin BBC Sessions z nagraniami pochodzącymi z lat 1969 i 1971. Page & Plant kontynuowali współpracę, udali się w tournée i odwiedzili przy tej okazji Polskę, dając 26 lutego 1998 koncert w katowickim Spodku. W kwietniu ukazał się kolejny album duetu Walking into Clarksdale z premierowym materiałem, który jednak nie odniósł sukcesu, skutkiem czego muzycy postanowili się rozstać i odwołać planowane australijskie tournée . W tym też czasie Page wraz z raperem Puff Daddy nagrał utwór „Come with Me”, opartym na motywach „Kashmir”. Kompozycja została umieszczona na ścieżce dźwiękowej do filmu Godzilla. Pod koniec dekady gitarzysta dołączył do The Black Crowes, czego owocem była trasa koncertowa i wydany w 2000 album Live at the Greek.

### Lata 2000

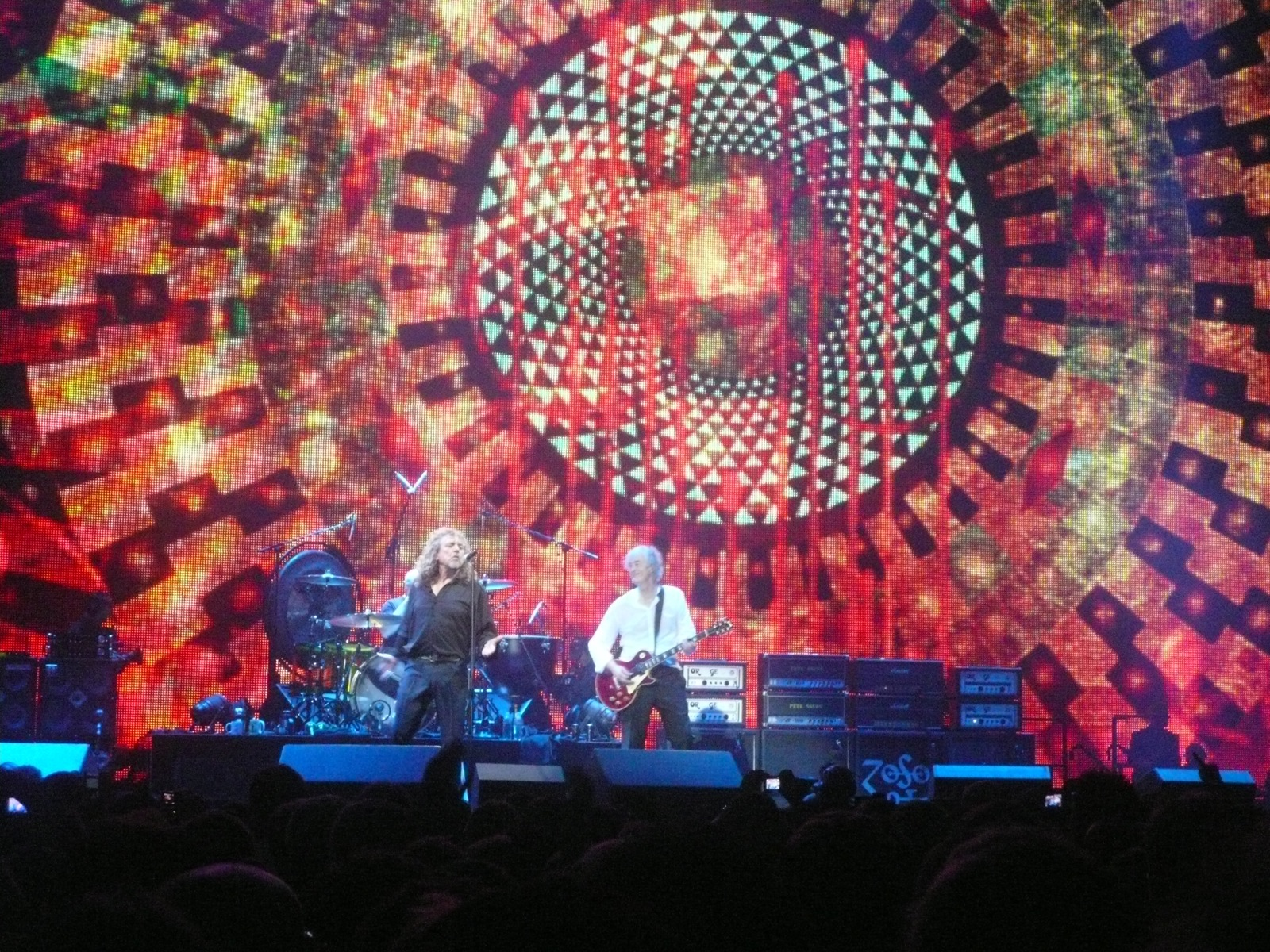
Robert Plant i Jimmy Page podczas koncertu 10 grudnia 2007 w O2 Arena w Londynie

W czerwcu 2001 drogi Page’a i Planta znowu się zeszły i artyści wystąpili razem z okazji 60 urodzin Roya Harpera, któremu lata wcześniej dedykowali utwór „Hats off to (Roy) Harper”. W 2003 ukazał się podwójny album koncertowy How the West Was Won, a także Led Zeppelin DVD. W tym samym roku zespół otrzymał Grammy Lifetime Achievement Award. W 2006 grupa otrzymała nagrodę Polar Music Prize, przyznawaną przez Szwedzką Królewską Akademię Muzyczną i wręczoną w maju przez króla Szwecji w Sztokholmie. W listopadzie Led Zeppelin został wprowadzony do UK Music Hall of Fame.
12 września 2007, podczas konferencji prasowej, promotor Harvey Goldsmith potwierdził, że pozostali członkowie Led Zeppelin zagrają dla fundacji edukacyjnej zmarłego założyciela Atlantic Records, Ahmeta Ertegüna, podczas show w O2 Arena w Londynie, 26 listopada 2007. Bilety zostały udostępnione w formie loterii poprzez stronę Ahmettribute.com. Strona zawiesiła się w chwilę po ogłoszeniu wiadomości. W sumie 25 milionów osób zarejestrowało się w oczekiwaniu na 20 tysięcy dostępnych biletów. W ostatniej chwili z powodu kontuzji palca Jimmy’ego Page’a koncert został przełożony z 26 listopada na 10 grudnia. Za perkusją zasiadł syn Johna Bonhama, Jason Bonham. Występ został dobrze przyjęty, zachęceni sukcesem Page, Jones i Jason Bonham planowali ciąg dalszy, chcieli wyruszyć w tournée i co więcej – rozpocząć pracę nad nowym materiałem. Inicjatywa nie zyskała poparcia u Planta, miał on zobowiązania koncertowe z Alison Krauss i we wrześniu 2008 stwierdził, że nie jest zainteresowany ewentualną reaktywacją, tudzież nagrywaniem nowego albumu Led Zeppelin. Jones, Page i Bonham rozpoczęli poszukiwania wokalisty w jego zastępstwie, pojawiły się kandydatury Stevena Tylera i Mylesa Kennedy z Alter Bridge. W styczniu 2009 cały pomysł został zarzucony. W październiku 2012 miała miejsce premiera filmu Led Zeppelin: Celebration Day który dokumentował występ w O2 Arena.
W 2008 ukazały się dwa wydawnictwa wydane w formie boksów zawierających 4 płyty winylowe 180-gramowe. Pierwsze to poszerzone i zremasterowane The Song Remains the Same wydane 22 lipca, a drugie to Mothership wydane 26 sierpnia. O zespole powstało wiele książek, w Polsce przetłumaczono i wydano tylko cztery: Młot bogów – Saga Led Zeppelin (Hammer of Gods) napisana przez Stephena Davisa, Led Zeppelin. Niebiańskie progi (Led Zeppelin – A Visual Documentary) Paula Kendalla, Led Zeppelin: Hołd Dave’a Lewisa i Kiedy Giganci chodzili po Ziemi Micka Walla. W 2007 wydano ponadto pierwszą polską pozycję o zespole, Schodami do Nieba Witka Łukaszewskiego. Wydano także książeczkę z tekstami i tłumaczeniami piosenek Led Zeppelin.

## Styl muzyczny, tematyka tekstów

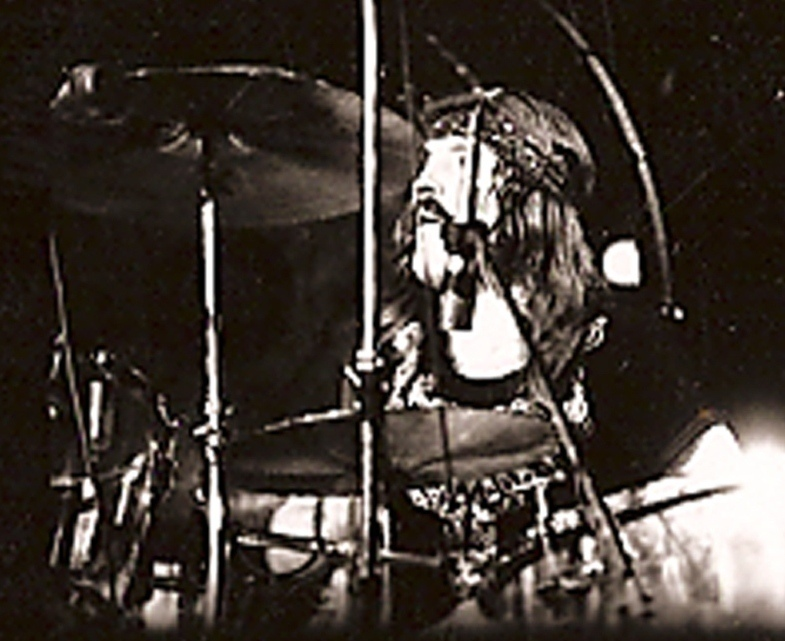
John Bonham podczas występu w 1975. Jego agresywny styl gry na perkusji był nieodzownym elementem brzmienia Led Zeppelin.

Muzyka grupy, początkowo będąca dynamicznym bluesrockiem pod wpływem Jeff Beck Group, z czasem stała się wiodącym gatunkiem w muzyce rockowej, grupa zdefiniowała hard rock. Mimo że Led Zeppelin kojarzony był powszechnie jako zespół pionierski na tym polu, to jego twórczość była silnie zakorzeniona w bluesie. W okresie dwóch pierwszych albumów wpływ amerykańskich muzyków w rodzaju Howlin’ Wolfa, Muddy’ego Watersa czy Skipa Jamesa był szczególnie widoczny i to zarówno pod względem melodycznym, jak i w warstwie tekstowej  . Tradycja bluesowa uwidaczniała się także w sposobie śpiewania Planta, który to niektóre źródła określiły mianem ekstatycznego, pojawiały się porównania do Janis Joplin (na przykład „Since I’ve Been Loving You”) . Z drugiej strony, utwory utrzymane w duchu hard rocka nosiły znamiona wpływu twórczości Jimiego Hendriksa oraz Cream .
W okresie Led Zeppelin III zespół na większą skalę włączył elementy muzyki folkowej, jak i opracowań ludowych, czerpiąc jednocześnie inspiracje od takich artystów jak Crosby, Stills and Nash czy Roy Harper . W niektórych utworach grupa zbliżyła się także do formatu rocka progresywnego (np. „No Quarter”, „Kashmir”). Inną cechą charakterystyczną dla twórczości zespołu był swego rodzaju dialog (powtarzanie tej samej linii melodycznej równocześnie lub na przemian) prowadzony przez wokal i gitarę. Grupa zaproponowała także kompozycje zróżnicowane nie tylko pod względem tempa czy nastroju (np. „Bring It on Home” czy „What Is and What Should Never Be”), ale zawierające również wiele stylów muzycznych. Sztandarowym przykładem był „Stairway to Heaven”, ale i „In My Time of Dying”, gdzie część hardrockową poprzedzał blues wykonany w technice glissando. Materiał umieszczony na pierwszych albumach powstawał głównie podczas długotrwałych jam sessions, opartych na standardach bluesowych, a potem folkowych. Zwykle do muzyki powstawał surowy, improwizowany na żywo tekst, który potem przybierał ostateczną formę . Od czasów wizyty w Bron-Yr-Aur, wyraźnie wyodrębniły się role, jakie poszczególni muzycy pełnili w zespole. Page odpowiadał za muzykę, Plant za teksty, natomiast Bonham i Jones dodawali swoje partie podczas prób . W końcowym okresie kariery Page wycofał się, a jego miejsce zajął Jones, który przynosił pomysły opracowane na instrumentach klawiszowych.
We wczesnych latach teksty Led Zeppelin wywodziły się z poetyki bluesa, zatem często dotykały relacji damsko-męskich zarówno w aspekcie uczuciowym, jak i fizycznym – w tym drugim przypadku potraktowane zupełnie dosłownie, np.: „Whole Lotta Love”, „The Lemon Song”. Niektóre były interpretowane jako mizoginistyczne np.: „Dazed and Confused”. Od czasów Led Zeppelin III pojawiało się coraz więcej elementów o charakterze mitologicznym i mistycznym, które wyrastały z zainteresowań Planta legendami i historią . Zespół czerpał także z literatury fantasy – „Ramble On” czy „The Battle of Evermore” w swobodny sposób przetwarzał wątki znane z książek J.R.R. Tolkiena. W tym okresie zaczęły pojawiać się elementy związane z okultyzmem co doprowadziło do oskarżeń o satanizm oraz przekazy podprogowe – przykładem był „Stairway to Heaven”, który odtwarzany od tyłu miał zawierać słowa kierowane do Szatana . Zespół zdecydowanie odcinał się od takich spekulacji, faktem jednak było głębokie zainteresowanie okultyzmem ze strony Page’a, co zaczęło w końcu niepokoić nawet jego bliskich, a kulminacją był zakup w 1970 posiadłości w okolicach jeziora Loch Ness, należącej swego czasu do Aleistera Crowleya. Teksty do wspomnianego „Stairway to Heaven” czy „Kashmir” cechowały się wieloznacznością i nie poddawały się prostej interpretacji. W późniejszym okresie, twórczość Planta zaczęła przybierać formę autobiograficzną .

## Inspiracje a prawa autorskie
Szczególnie na początku swojej działalności zespół mocno opierał się na tradycji ludowej oraz bluesowej. Zdarzało się, iż w opisie faktyczni autorzy byli pomijani i niektóre ze spraw znalazły swój finał w sądzie.
- „Babe I’m Gonna Leave You” – wykonywany przez Joan Baez, autorką była Anne Bredon, co zostało potwierdzone przez wyrok sądowy i od 1990 utwór ma stosowną notę w opisie na okładce albumu[46];
- „How Many More Times” – zawierał fragmenty „The Hunter” Alberta Kinga, „No Place to Go” Howlin’ Wolfa oraz „Beck’s Bolero” Jeffa Becka. Żaden z tych artystów nie został wymieniony jako współautor[10];
- „Dazed and Confused” – podpisany tylko nazwiskiem Page’a, utwór skomponował Jake Holmes: „Nie chcę, żeby Page podpisał mnie samego pod tą piosenką. Wziął ją i nadał jej kierunek, którego ja nigdy bym nie obrał i skończyło się to dużym sukcesem. Więc dlaczego miałbym narzekać? Ale niech przynajmniej umieści mnie jako współautora”[10];
- „Whole Lotta Love” – Willie Dixon upomniał się o swoje prawa i wygrał sprawę w 1985[21] ;
- „Bring It on Home” – znowu kompozycja Dixona, Led Zeppelin został pozwany przez związaną z nim wytwórnię Chess Records, aczkolwiek udało się osiągnąć ugodę poza sądem[10];
- „Stairway to Heaven” – w 2014 roku członkowie zespołu Spirit wytoczyli sprawę sądową przeciwko byłym członkom Led Zeppelin, oskarżając ich o plagiat utworu „Taurus” w początkowej sekwencji „Stairway to Heaven”[118]. Dwa lata później sąd zaprzeczył jakoby członkowie Led Zeppelin dokonali plagiatu i uniewinnił ich[119].
- „In My Time of Dying” – podpisany przez Led Zeppelin, wcześniej wykonywał go Bob Dylan pod tym samym tytułem „In My Time of Dyin’” i umieścił na swojej debiutanckiej płycie. Autorem był Josh White, który zarejestrował pieśń już w 1933[120];
- „Nobody’s Fault But Mine” – w opisie brak wzmianki, iż autorem był Blind Willie Johnson, który nagrał kompozycję pod tytułem „It’s Nobody’s Fault But Mine”[10][121].

## Produkcja, instrumentarium

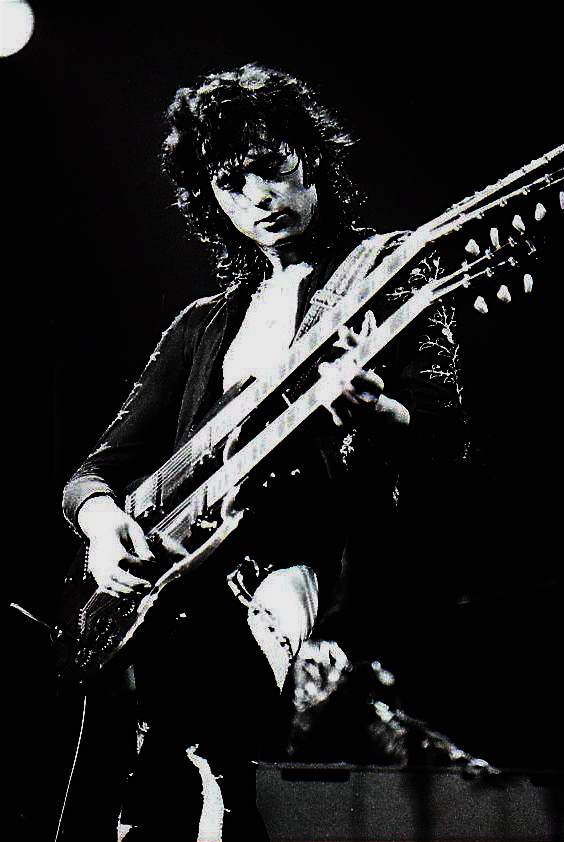
Page z dwugryfowym Gibsonem EDS-1275 umożliwiającym zagranie m.in. „Stairway to Heaven” bez konieczności zmiany gitary w trakcie

Producentem wszystkich albumów Led Zeppelin był Jimmy Page. Nagrywał zespół na żywo, wszystkich grających razem, sporadycznie stosując dogrywki. Nie używał przy tym oddzielnych mikrofonów do nagrywania poszczególnych instrumentów, lecz ustawiał je w pewnej odległości, chcąc uchwycić dźwięk podobny do słyszalnego w trakcie wykonania estradowego. W brzmieniu zespołu starał się uwypuklić rolę perkusji oraz gitary basowej.

Wszystko musi się kręcić wokół basu i perkusji. Uczestniczyłem w sesjach z wieloma różnymi bębniarzami. Część z nich grała naprawdę dobrze, ale w ostatecznym rozrachunku i tak brzmieli, jakby walili w tekturowe pudła. Wszystko dlatego, że nagrywali w ciasnych pokoikach perkusyjnych, które zwyczajnie wysysały z bębnów cały dźwięk. Dlatego już począwszy od pierwszego albumu zdecydowałem, że bębny muszą przede wszystkim oddychać.

Gitarzysta stał się autorem kilku nowatorskich rozwiązań, jak spowolnienie nagranych bębnów Bonhama, co dawało efekt pogłosu – najlepszym przykładem był wstęp do „When the Levee Breaks”, chętnie potem wykorzystywany jako sample przez zespoły w rodzaju Beastie Boys czy Frankie Goes to Hollywood. Niektóre źródła przypisują Page’owi opracowanie tzw. odwróconego echa (użytego chociażby w „You Shook Me”), czyli efektu kiedy najpierw słyszany jest pogłos, a dopiero na końcu dźwięk, który go wywołał. Jimmy jako producent swojego zespołu miał oczywiście kilka wpadek: przede wszystkim skrzypiąca stopa bębna basowego w „Since I’ve Been Loving You” i „The Ocean” – ten drugi utwór zawiera także dość dobrze nagrany dźwięk dzwoniącego w studio telefonu w okolicy 1:38. Z kolei „The Song Remains the Same” charakteryzował się dziwnie zniekształconym, wręcz karykaturalnym wokalem Planta. Nagrywanie zespołu na żywo miało swoje konsekwencje, w tym że takie wykonanie musiało być co najmniej dobre od początku do końca, co nie zawsze się udawało – świadczy o tym utrwalona zapowiedź Bonhama przed „The Ocean”, kiedy to zespół podchodził do utworu po raz piąty: „We’ve done four already but now we’re steady, and then they went 1, 2, 3, 4!”.
W zakresie stosowanego instrumentarium, zespół na swoich płytach rzadko wychodził poza standardowe ramy grupy hardrockowej. Page’owi zdarzało się traktować gitarę za pomocą smyczka, chociażby w „Dazed and Confused” czy „How Many More Times”. Środkowa część „Whole Lotta Love” powstała dzięki urządzeniu o nazwie theremin rosyjskiego wynalazcy Lwa Termena. Niemniej dwa powyższe zabiegi były stosowane bardzo często podczas koncertów grupy.

## Wpływ na innych artystów
Led Zeppelin jest uważany za jeden z najbardziej innowacyjnych i wpływowych zespołów w historii muzyki rozrywkowej. Jego dorobek inspirował szereg zespołów rockowych, w tym:
Deep Purple,
Black Sabbath,
Rush,
Queen,
Megadeth,
Tool,
Dream Theater,
Ramones,
The Cult,
The Smashing Pumpkins,
Nirvana,
Pearl Jam,
Soundgarden,
The White Stripes.
Również przedstawiciele innych gatunków potwierdzili wpływ muzyki Led Zeppelin na swoją twórczość, m.in.
Madonna,
Shakira,
Lady Gaga,
Katie Melua.

## Zainteresowanie okultyzmem
Jimmy Page był odpowiedzialnym za wniesienie aury okultyzmu do zespołu. Jak już wspomniano, w 1970 nie tylko zakupił posiadłość po Crowleyu, ale przy okazji wydania Led Zeppelin III umieścił w matrycy niektórych tłoczeń płyty wyrażenia Do what thou wilt oraz So Mote It Be. Pierwsza fraza pochodziła z Thelemy Crowleya i stanowiła fragment większej całości, tj.: „Czyń wedle swej woli będzie całym Prawem”. Z kolei So Mote It Be był wolnomularskim zwrotem, używanym pod koniec modlitwy lub rytuału . W okresie od końca jesieni 1973 do 1979 Page prowadził antykwariat Equinox specjalizujący się w tego typu tematyce. W 1971 rozpoczął współpracę z reżyserem Kennethem Angerem i przygotował ścieżkę dźwiękową do jego filmu pod tytułem Lucifer Rising, gdzie zagrał również małą rolę. Potem ich drogi rozeszły się w dość burzliwych okolicznościach. Anger twierdził, że gitarzysta zbytnio przedłużał prace nad ścieżką dźwiękową, zaś Page za powód kłótni podał oprowadzanie gości po swojej rezydencji przez reżysera, czego ten wcześniej obiecał nie robić. W rezultacie dzieło Page’a zostało opublikowane dopiero w 2012, na jego stronie internetowej.
Kolejne przejawy okultyzmu to umieszczenie karty tarota Pustelnika wewnątrz okładki Led Zeppelin IV, z kolei na zaproszeniach na przyjęcie z okazji rozpoczęcia działalności przez Swan Song znowu pojawiła się sentencja Do what thou wilt. Temat okultyzmu w kontekście Led Zeppelin był chętnie podnoszony przez media przy okazji nieszczęśliwych zdarzeń, jak chociażby śmierć synka Planta. Również grupy chrześcijańskie zarzucały zespołowi praktykowanie i rozpowszechnianie okultyzmu w muzyce. Według części środowisk katolickich w twórczości zespołu zostało zawarte przesłanie satanistyczne.

Zacząłem się interesować okultyzmem, gdy miałem 15 lat. Nie czczę diabła, ale intryguje mnie magia. Każdy rodzaj magii. Przeczytałem Magiję w teorii i praktyce (autorstwa Aleistera Crowleya), gdy miałem jakieś 11 lat, ale musiało minąć sporo czasu, zanim zrozumiałem, o co w tym chodzi.

## Muzycy
- Jimmy Page – gitara
- Robert Plant – śpiew, harmonijka ustna
- John Paul Jones – gitara basowa, instrumenty klawiszowe, mandolina
- John Bonham – perkusja

## Dyskografia

### Albumy studyjne
- Led Zeppelin (1969)
- Led Zeppelin II (1969)
- Led Zeppelin III (1970)
- Led Zeppelin IV (1971)
- Houses of the Holy (1973)
- Physical Graffiti (1975)
- Presence (1976)
- In Through the Out Door (1979)
- Coda (1982)